# Farmers Defence Force
Farmers Defence Force (FDF) is een Nederlandse belangenorganisatie voor agrariërs, die wat werkwijze betreft als radicaal en activistisch wordt gezien, en zich inhoudelijk verzet tegen transitie van de landbouw. Sinds 2023 bestaat er ook een Belgische tak.

## Geschiedenis
De organisatie werd in mei 2019 opgericht. Aanleiding hiervoor was een stalbezetting in Boxtel door dierenactivisten. De ruim tien uur durende stalbezetting van de varkensfokkerij in Boxtel door dierenactivisten op 13 mei 2019 was voor Mark van den Oever de druppel. De huisvredebreuk leidde tot het ontstaan van FDF, die samenwerkt met partijen met soortgelijke inzet, zoals stichting Stikstofclaim.
Minister Carola Schouten (Landbouw, Natuur en Voedselkwaliteit) noemde de bezetting op Twitter ‘onacceptabel’. Zij vond dat boeren hun werk moeten kunnen doen ‘zonder continu over hun schouder te hoeven kijken en geïntimideerd te worden’. Ook de Dierenbescherming en Wakker Dier zijn niet blij met de actie en keuren de huisvredebreuk af. Dit hoewel de bezetters veel onrechtmatigheden aantroffen.
Aanvankelijk opgericht om boeren te helpen die worden "geconfronteerd met de excessen van milieu-extremisten", ging de organisatie spoedig haar werkterrein verbreden om op te komen voor belangen van agrariërs in brede zin. FDF wordt gekenmerkt door een activistische houding en wordt een van de leidende organisaties achter de boerenprotesten sinds 2019. Farmers Defence Force heeft herhaaldelijk onderzoeken die de stikstofuitstoot betroffen in twijfel getrokken.
Op 1 oktober 2019 trokken Agractie en Farmers Defence Force samen op met steun van de andere landbouworganisaties om te protesteren tegen de stikstofdiscussie en de voorgestelde halvering van de veestapel als belangrijke deeloplossing.
"Meten = weten" was het thema van de protestactie van FDF op 16 oktober. Op hetzelfde moment was er in de Tweede Kamer een hoorzitting over de verschillende meetmethoden die het RIVM hanteert. De dag erna schoven zo'n vierhonderd burgers in Den Haag aan voor het Boer-burgerontbijt bij de Hofvijver. Het ontbijt was een initiatief van Farmers Defence Force om de Nederlandse burgers "te bedanken voor hun onvoorwaardelijke steun aan de boeren".
Voor 18 oktober waren door FDF acties aangekondigd: het boeren-en-bouwprotest. De supermarktbranche stelde de boeren op voorhand aansprakelijk voor alle schade als ze distributiecentra of winkels zouden blokkeren. Op 17 december 2019 werd door het Openbaar Ministerie een verbod afgekondigd. Toch gingen enkele boeren en bouwers op de barricaden.
Op 25 oktober trokken zuivelproducent FrieslandCampina en brancheorganisaties NZO en ZuivelNL hun stikstofplan in. De drie organisaties hadden een taskforce opgericht om te komen tot een alternatieve aanpak van de stikstofproblemen. Maar door acties van boeren was het draagvlak weggevallen, lieten ze weten. Volgens actiegroep Farmers Defence Force (FDF) waren de gewraakte stikstofplannen ‘zonder voldoende kennis’ en ‘in grote haast’ in elkaar gezet.
In juni 2022 was er kritiek op FDF na een interview in de Volkskrant met Mark van den Oever, omdat deze had gezegd dat "het zomaar kan gebeuren" dat "veel meer" boeren naar het huis van stikstofminister Christianne van der Wal zouden komen. Kinderen van de minister noemde hij "pussy's" omdat zij volgens hun moeder bang waren toen een week eerder een groep boerenactivisten voor het huis stond. Ook vergeleek Van den Oever de behandeling van boeren met de Jodenvervolging.
In mei 2023 werd een Belgische tak opgericht, FDF Belgium.

## Rechtszaak Opsporing Verzocht
Op 20 april 2021 won FDF een rechtszaak tegen de Staat der Nederlanden en publieke omroep AVROTROS. Volgens FDF hadden de Staat en AVROTROS onrechtmatig gehandeld, door FDF in een uitzending van Opsporing Verzocht in verband te brengen met brandstichtingen, gepleegd voorafgaand aan een demonstratie in Bilthoven. FDF vorderde een schadevergoeding van € 50.000. Volgens de Staat en AVROTROS was de onrechtmatigheid gesauveerd, omdat de (pers)officier van justitie direct na de uitzending van Opsporing Verzocht contact had opgenomen met FDF om te bezien hoe de situatie kon worden opgelost, waarna een rectificatie plaatshad.
De rechtbank oordeelde dat de Staat en AVROTROS inderdaad onrechtmatig hadden gehandeld, namelijk in strijd met hetgeen volgens ongeschreven recht in het maatschappelijk verkeer betaamt, door in de uitzending van Opsporing Verzocht de eer en goede naam van Farmers Defence Force aan te tasten, terwijl een (deugdelijke) feitelijke onderbouwing ontbrak. Hoewel een rectificatie had plaatsgehad, waren volgens de rechter de eer en goede naam van FDF op enig moment wel aangetast geweest, zodat wel degelijk onrechtmatig was gehandeld. Echter, de rectificatie had wel tot gevolg, dat de schadevergoeding aanzienlijk lager uitviel dan was gevorderd; de Staat en AVROTROS werden tot betaling van een schadevergoeding van € 3.425 veroordeeld.

## Politiek
Akkerbouwer Kees Hanse is voor de Provinciale Statenverkiezingen van 15 maart 2023 lijsttrekker in de provincie Zeeland voor de BoerBurgerBeweging.
15 Augustus kondigden sleutelfiguur Sieta van Keimpema op nummer 3 te staan op de lijst van Belang van Nederland (de partij van ex FVDer Wybren van Haga) voor de 2e kamerverkiezingen van 22 November 2023. 

## Samen voor Nederland
FDF  neemt deel in het samenwerkingsverband Samen voor Nederland, waartoe bijvoorbeeld ook behoren Forum voor Democratie, Café Weltschmerz, gele hesjes.nl, Nederlandse Vereniging Kritisch Prikken en Voorwaarheid (de voormalige groep Viruswaarheid van Willem Engel).
In maart 2023 organiseerde FDF samen met Samen voor Nederland een grote organisatie, waarvoor alleen enkele sympathiserende partijen waren uitgenodigd zoals de PVV en Forum voor Democratie.